# Hilma Hofstedt
Hilma Maria Hofstedt, född 2 februari 1882 på Gate i Arvika landsförsamling i Värmlands län, död 25 juni 1937 i Halmstad i Hallands län, var en svensk socialistisk agitator och politiker. Hon har kallats "den svenska arbetarrörelsens främsta kvinnliga agitator efter Kata Dahlström".

## Biografi
Hilma Hofstedt växte upp i Arvika i Värmland men kom 1896 till Norge, där hon arbetade inom textilindustrin. Efter att ha fött sonen Ervin utvisades hon 1901 för politisk aktivitet tillbaka till Sverige och flyttade då till Göteborg. 1905 föddes andre sonen Einar, som sedan följdes av sonen Alfons (född 1910) och dottern Gudrun (född 1915). År 1908 gifte hon sig med stenhuggaren John Carlsson från Bohuslän (född 1883) och levde med honom och barnen där till 1915, då flytten åter bar till Göteborg.
Då maken gick arbetslös reste han till Amerika, varifrån han först sände hem pengar men sedan inte hördes av igen. År 1916 flyttade Hilma från Göteborg till Halmstad, där hon bodde och verkade resten av sitt liv. Vid begravningen följdes hon till graven av ett stort demonstrationståg.

## Politiskt engagemang
I Göteborg engagerade hon sig i en av stadens ungsocialistiska klubbar, och sedan även i Kvinnornas fackförbund. Av dessa organisationer engagerades hon för agitationsresor runt om i Sverige och deltog som ombud i konferenser och kongresser, bland annat fackföreningens konferens 1907 och kongress 1908, ungsocialisternas extra kongress 1908 samt till det ombildade ungsocialistiska partiets första kongress 1909.
På 1910-talet, då Kvinnornas fackförbund uppgått i Svenska skrädderiarbetareförbundet, var Hofstedt verksam som agitator för Ungsocialistiska partiet såväl som för SAC - Syndikalisterna och från 1916 även aktiv medlem i Nykterhetsorden Verdandi. I april hungeråret 1917 var hon ledande i Halmstads arbetares demonstration och krav för att lindra hungern och flera andra reformer. På 1910- och -20-talet var hon även engagerad i kampen mot abortlagstiftningen, för vilket hon dömdes till böter enligt Lex Hinke.
Efter det kommunistiska partiets bildande anslöt hon sig 1918 till kommunismen. År 1922 placerades hon som första namn på kommunisternas lista i valet till Halmstads stadsfullmäktige och blev även invald. År 1925 deltog hon i en 300-mannadelegation till Sovjetunionen, och Första maj 1928 talade hon inför 4 000 personer på Gärdet i Stockholm.

## Kultur och eftermäle
- Hofstedt förekommer i romanen Storm över staden (1956) av Artur Karlsson, libris länk
- År 2015 beslutade Halmstads kulturnämnd att verkställa ett beslut från kommunfullmäktige 1987 och låta "Jakobs torg" byta namn till "Hilma Hofstedts torg". [11]

## Källförteckning